# Heliothryx auritus
El colibrí hada oriental (Heliothryx auritus), también denominado colibrí-hada de oreja negra (en Perú), colibrí hada orejazul (en Venezuela), hada orejinegra (en Ecuador) o hada oriental (en Colombia, es una especie de ave apodiforme de la familia Trochilidae, una de las dos pertenecientes al género Heliothryx. Es nativo de América del Sur, en la cuenca del Amazonas, en el escudo guayanés y en la Mata Atlántica.

## Distribución y hábitat
Se distribuye ampliamente por el sur y este de Colombia, sur y este de Venezuela, Guyana, Surinam, Guayana Francesa, este de Ecuador, este de Perú hasta el centro de Bolivia, y en la totalidad de la Amazonia brasileña, con una población aislada en el este de Brasil.
Esta especie es considerada bastante común en sus hábitats naturales: las selvas húmedas de tierras bajas, sus bordes y crecimientos secundarios, hasta los 800 m de altitud, más común por debajo de los 400 m y en selvas de ríos de aguas negras. Forrajea entre el estrato medio y el dosel dentro de la selva.

## Descripción
Mide en promedio 12,5 cm de longitud. Presenta dorso verde brillante, las partes inferiores blancas y en la cara una máscara negra. El macho tiene garganta verde y una mancha azul violácea brillante a los lados de la cabeza y cola corta. La hembra presenta garganta branca y cola larga. El pico es corto, recto y negro.

## Comportamiento

### Alimentación
Se alimenta del néctar de las flores de arbustos, enredaderas, cactus, epífitas y árboles, incluyendo Rubiaceae, Rutaceae, Zingiberaceae, Passifloraceae y Leguminosae, y también de insectos que atrapa en vuelo.

### Reproducción
Construye un nido en forma de cuenco, en la punta de las ramas, a unos 10 m de altura del suelo. La hembra pone dos huevos blancos. La hembra sola incuba los huevos, durante quince días. Los polluelos abandonan el nido 23 a 26 días después de la eclosión de los huevos.

### Vocalización
Los reclamos incluyen un «tsit» corto y de timbre alto y un «tchip» más rico, repetido a intervalos.

## Sistemática

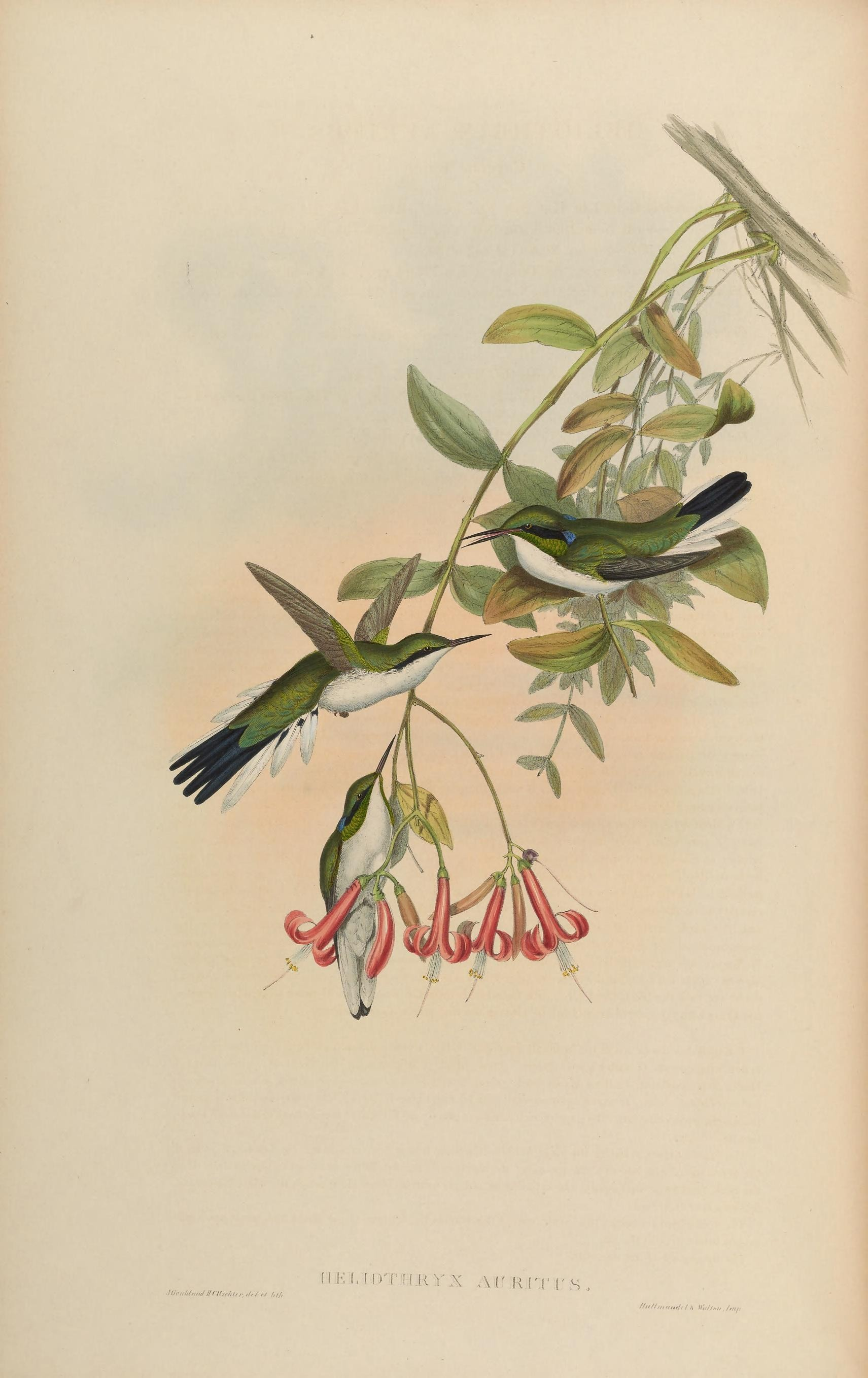
Heliothryx auritus, ilustración de Gould y Richter en A monograph of the Trochilidae, or family of humming-birds vol. 4, 1861.

### Descripción original
La especie H. auritus fue descrita por primera vez por el naturalista alemán Johann Friedrich Gmelin en 1788 bajo el nombre científico Trochilus auritus; su localidad tipo es: «Cayena, Guayana Francesa».

### Etimología
El nombre genérico masculino «Heliothryx» se compone de las palabras del griego «hēlios» que significa ‘sol’, y «thrix» que significa ‘cabello’; y el nombre de la especie «auritus», en latín significa ‘de orejas largas’.

### Taxonomía
Algunos autores trataron a la otra especie del género, Heliothryx barroti, como conespecífica con la presente, pero las diferencias de plumaje y la separación geográfica justifican mantenerlas como dos especies separadas.

### Subespecies
Según las clasificaciones del Congreso Ornitológico Internacional (IOC)  y Clements Checklist/eBird  se reconocen tres subespecies, con su correspondiente distribución geográfica:
- Heliothryx auritus auritus (Gmelin, 1788) – sureste de Colombia y este de Ecuador a través del norte de Brasil (al norte del río Amazonas) hasta el noreste de Venezuela (este de Sucre) y Las Guayanas.
- Heliothryx auritus phainolaemus (Gould, 1855) – centro norte de Brasil (al sur del río Amazonas en Pará y Maranhão).
- Heliothryx auritus auriculatus (Nordmann, 1835) – este de Perú al centro de Bolivia al centro de Brasil (Amazonia al sur del río Amazonas hacia el este a través de Mato Grosso hasta el río Tapajós), y en el este de Brasil (desde Bahía al sur hasta el sur de Minas Gerais y São Paulo, irregularmente hasta Santa Catarina).